# Valentin Purrey

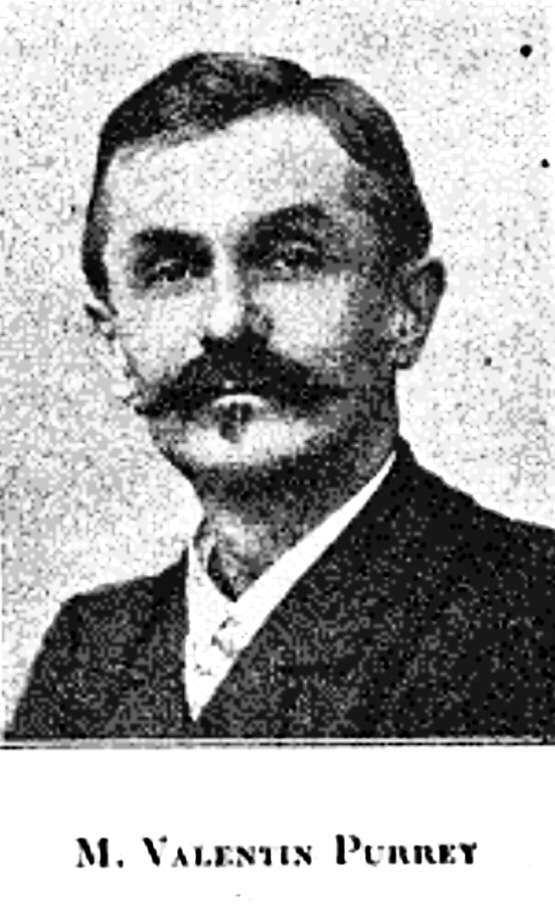
Valentin Purrey

Valentin Purrey (geboren am 10. Mai 1861 in Layrac im Département Lot-et-Garonne; gestorben am 11. Juni 1928 in Bordeaux) war ein autodidaktischer Ingenieur, der sich auf Dampfmaschinen spezialisiert hatte. Er gilt als der bedeutendste französische Konstrukteur von dampfbetriebenen Lastkraftwagen und Omnibussen.

## Leben und Wirken

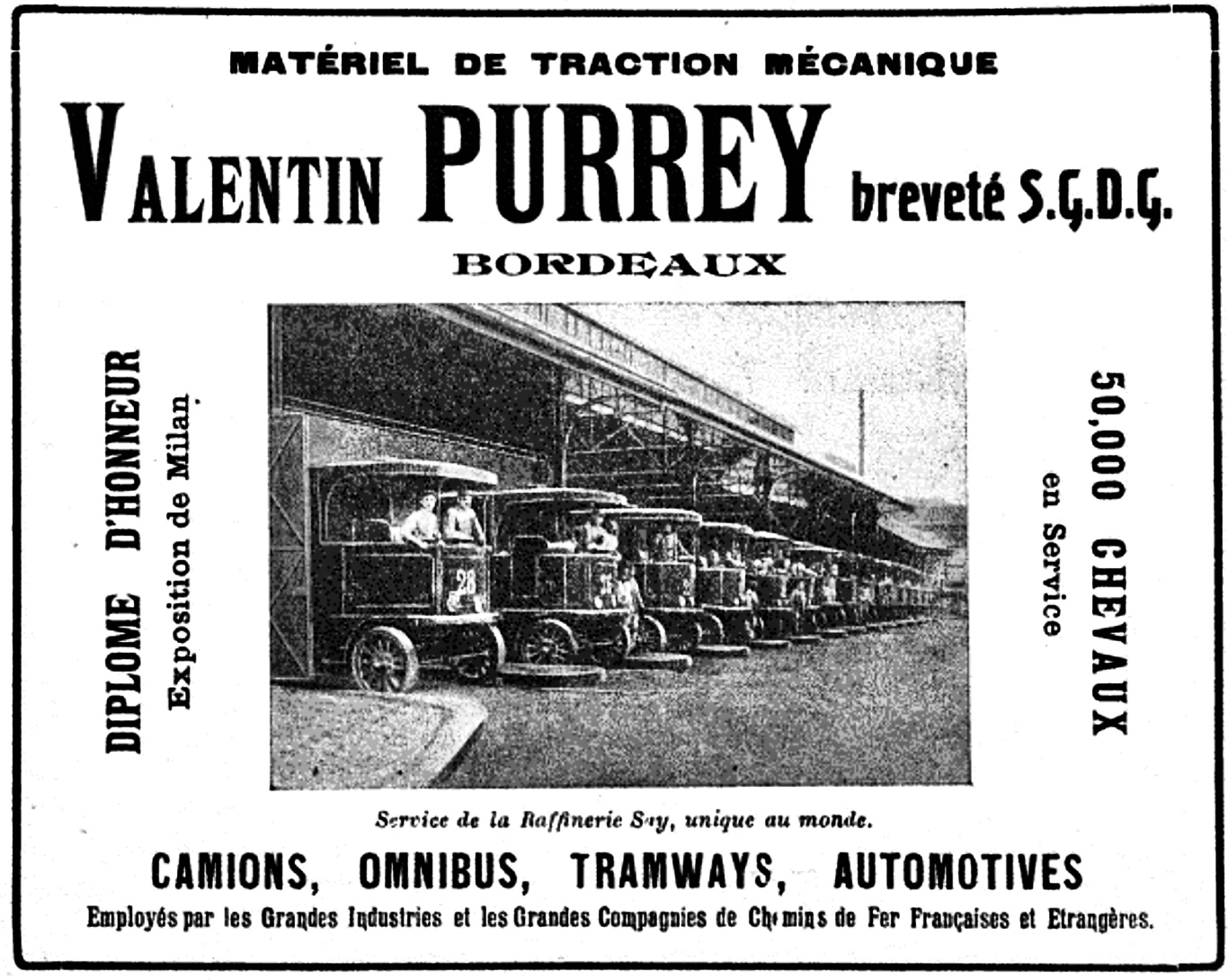
Werbeanzeige des Unternehmens Purrey mit dampfbetriebenen Lastkraftwagen (1907)

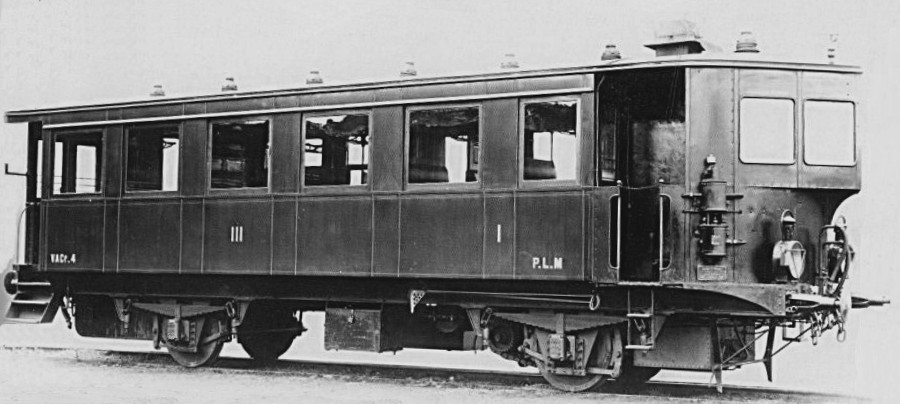
Dampftriebwagen der PLM

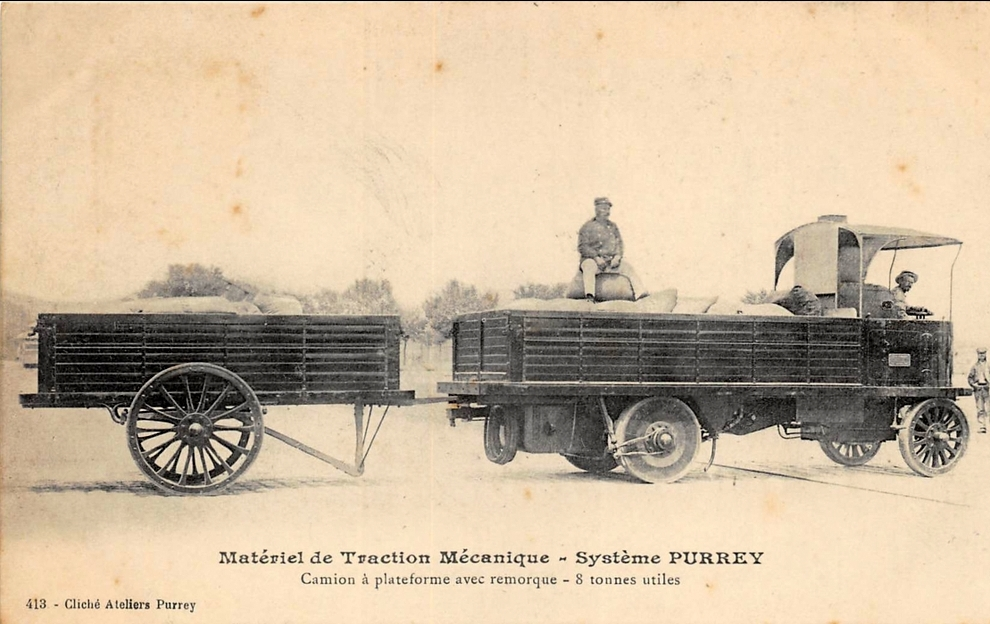
Purrey-Lastwagen mit Anhänger

Im Jahr 1869 zog Purrey mit seinen Eltern nach Bordeaux, wo er häufig zum Pont de Cauderès, einer Straßenbrücke über die Bahnstrecke Bordeaux–Irun, ging und vorbeifahrende Züge beobachtete. Er besuchte die örtliche Ecole supérieure de Commerce et d’Industrie (Hochschule für Handel und Industrie). Nach einem Aufenthalt in Argentinien wurde er im Alter von 26 Jahren von einem Straßenbahnbetrieb in Barcelona angestellt. Dort baute er als einer der ersten Ingenieure jener Zeit 1887 einen Dampftriebwagen, dessen geringes Gewicht und Größe Beachtung fanden. Zurück in Bordeaux richtete er eine erste Werkstatt ein. Damals beschloss die Pariser Pferdebahngesellschaft Compagnie générale des omnibus, zur Dampftraktion überzugehen, und nur Purrey ging darauf ein. Er motorisierte einen alten Pferdebahnwagen mit einer Dampfmaschine. Diese machte wenig Lärm und Rauch, was ihm eine Bestellung über sechs Triebwagen einbrachte. Bis 1909 lieferte er 98 derartige Fahrzeuge an das Pariser Netz und motorisierte weitere 62 Pferdebahnwagen.
Neben ein- und zweigeschossigen Straßenbahnfahrzeugen baute er auch Eisenbahn-Dampftriebwagen und verlegte seine Fabrik nach Bègles. Der erste Purrey-Triebwagen mit drei Achsen für Nebenstrecken wurde 1903 zwischen Bordeaux und Eymet (Bahnstrecke Bordeaux-Benauge–La Sauvetat-du-Dropt) erprobt. Er erreichte eine Geschwindigkeit von 74 km/h. Der letzte Einsatz eines Purrey-Triebwagens erfolgte 1932 bei der Compagnie des chemins de fer de Paris à Lyon et à la Méditerranée (PLM) zwischen Chasse und Givors.
Als Folge der Kohlebeschränkungen des Ersten Weltkriegs von 1914 bis 1918 endete allmählich die Zeit der dampfbetriebenen Triebwagen. 1929 stellte die Firma den Bau von solchen Fahrzeugen ein.
1898 wandte er sich dem Automobil zu, indem er sein Kesselsystem auf Lastkraftwagen anwendete. Zwischen 1900 und 1910 war Purrey der einzige französische Hersteller, der Lastwagen mit einer Nutzlast von fünf Tonnen oder mehr anbot.
Von 1898 bis 1909 perfektionierte er seinen Prototyp eines Dampfwagens weiter. Der Lastkraftwagen besaß zwei Zylinder und einen Dampferzeuger. Sein beträchtlicher Wasserverbrauch erforderte unter dem Fahrzeugboden einen 800-Liter-Wassertank. Die Zuckerfabrik Say, Vorläufer von Béghin-Say, erteilte 1902 eine Bestellung von 34 Fahrzeugen.
1906 schickte er mitten im Winter drei 10-Tonnen-Lastwagen auf eine Fahrt von Bordeaux nach Paris. Trotz der Frostprobleme erreichten sie dreizehn Tage später die Hauptstadt. Ab 1910 wurde die Konkurrenz durch Fahrzeuge mit Verbrennungsmotor schärfer, und 1915 wurde Purreys Firma vom Finanzier Exshaw aufgekauft. Obwohl die Armee während des Ersten Weltkriegs noch Purrey-Lastwagen bestellte, kamen die Geschäfte allmählich zum Erliegen. 1931 endete die Produktion.

## Ausgewählte Schienenfahrzeuge
- Triebwagen für die Compagnie Générale des Omnibus (CGO) in Paris, 1899, 50 Fahrzeuge, Nr. 701 bis 750,
- Triebwagen für die Chemins de fer de la Banlieue de Reims, 1903, 2 Fahrzeuge, Nummern 1 und 2.
- Triebwagen für die Compagnie Générale des Omnibus (CGO) in Paris, 1904, 36 Fahrzeuge, Nr. 751 bis 786;
- Triebwagen für Loiret Tramways, 1904, 1 Fahrzeug, TLAB 1 Nummern.
- Triebwagen für die PLM, 1905, 4 Fahrzeuge
- Triebwagen für Tramways de Saumur, 1906, 4 Fahrzeuge, Nummern 1 bis 4,
- Triebwagen für Chemin de fer de la Vallée de Celles, 1906, 4 Fahrzeuge, Nummern 4 bis 7,
- Triebwagen für Tramways de Rockhampton in Australien, 5 Fahrzeuge, Nummern 1 bis 5,
- Triebwagen für Tramways de l'Ardèche, 1911, 2 Fahrzeuge, VAB-Nummern 544 und 545.
- Triebwagen für Tramways Départementaux de la Côte-d'Or, 1912, 2 Fahrzeuge, Nummern AT1 und AT2

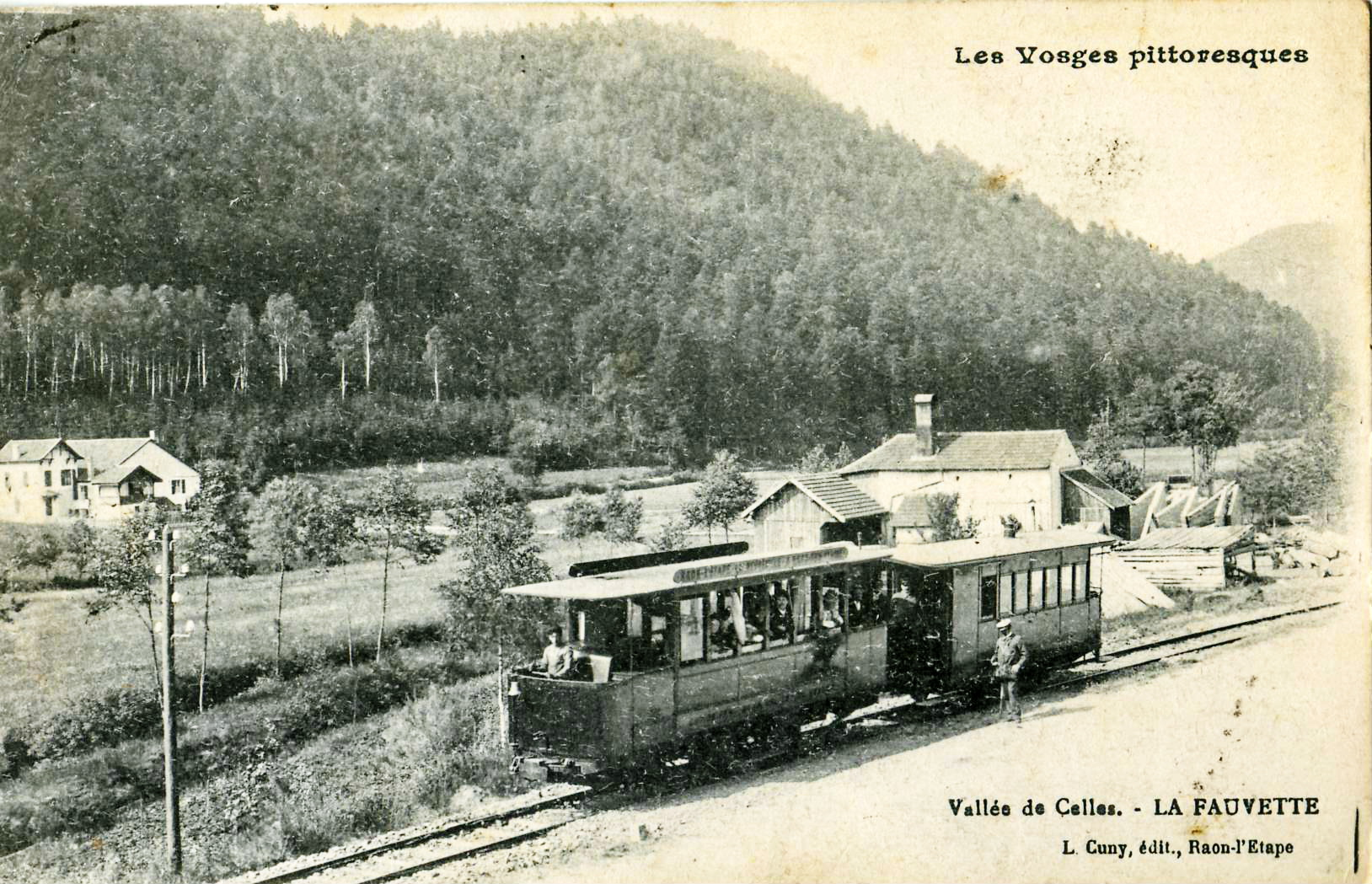
Purrey-Triebwagen des Chemin de fer de la Vallée de Celles
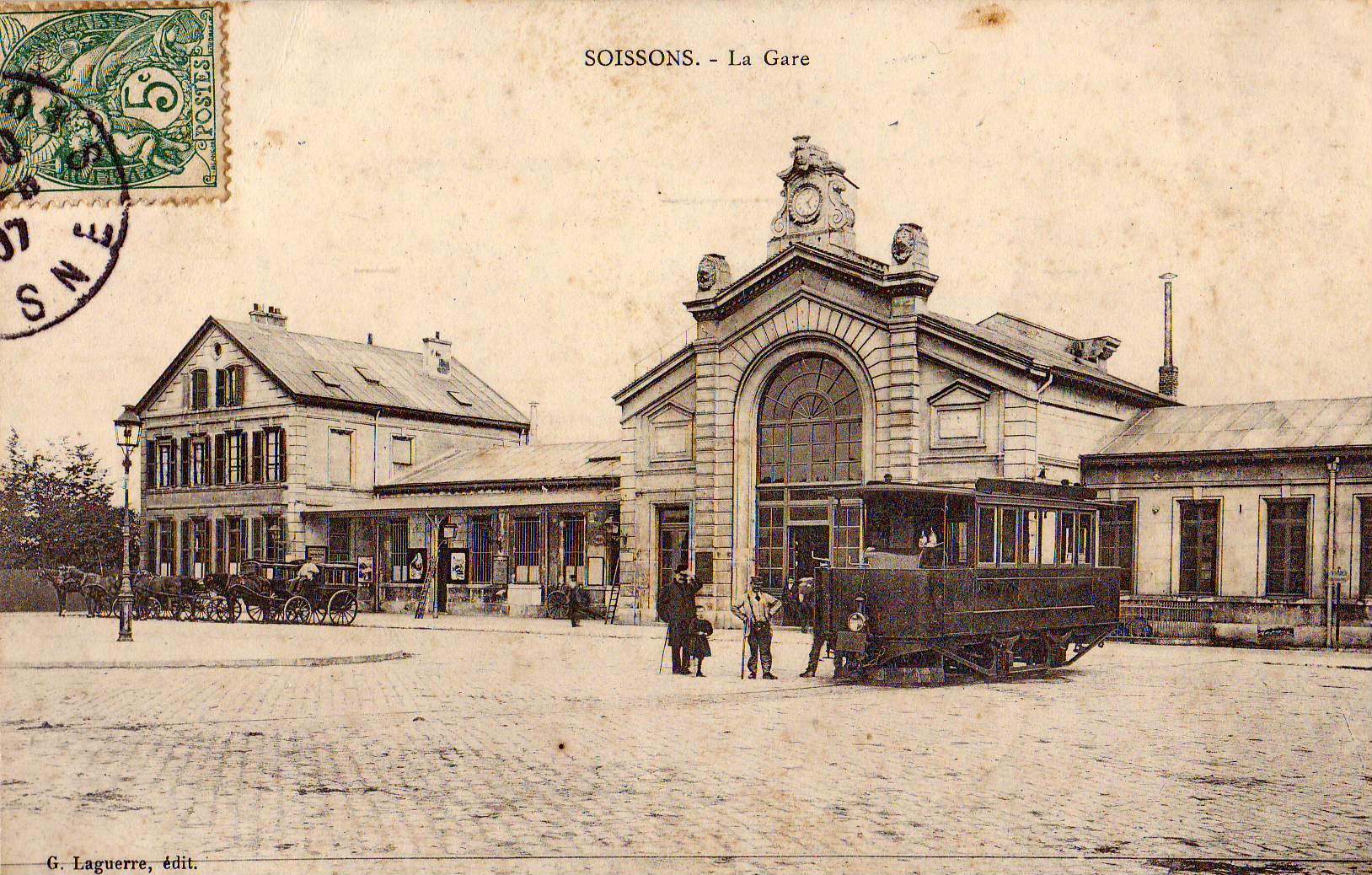
Triebwagen der Chemins de fer de la Banlieue de Reims im Bahnhof Soissons
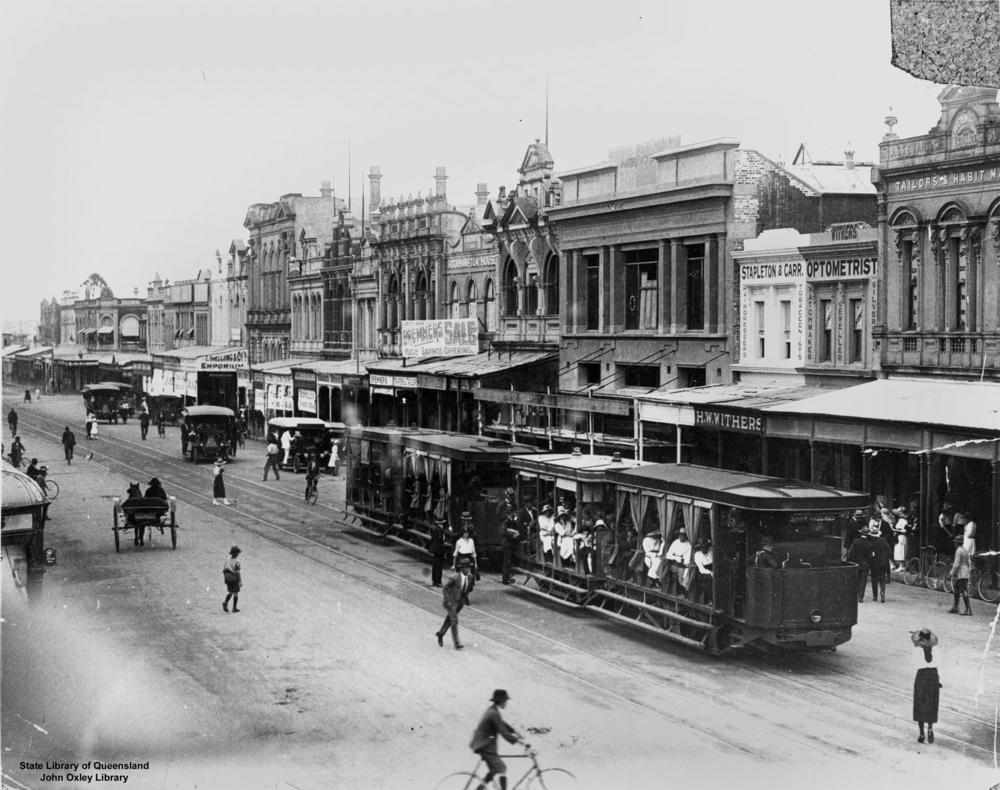
Purrey-Triebwagen in Rockhampton, Australien
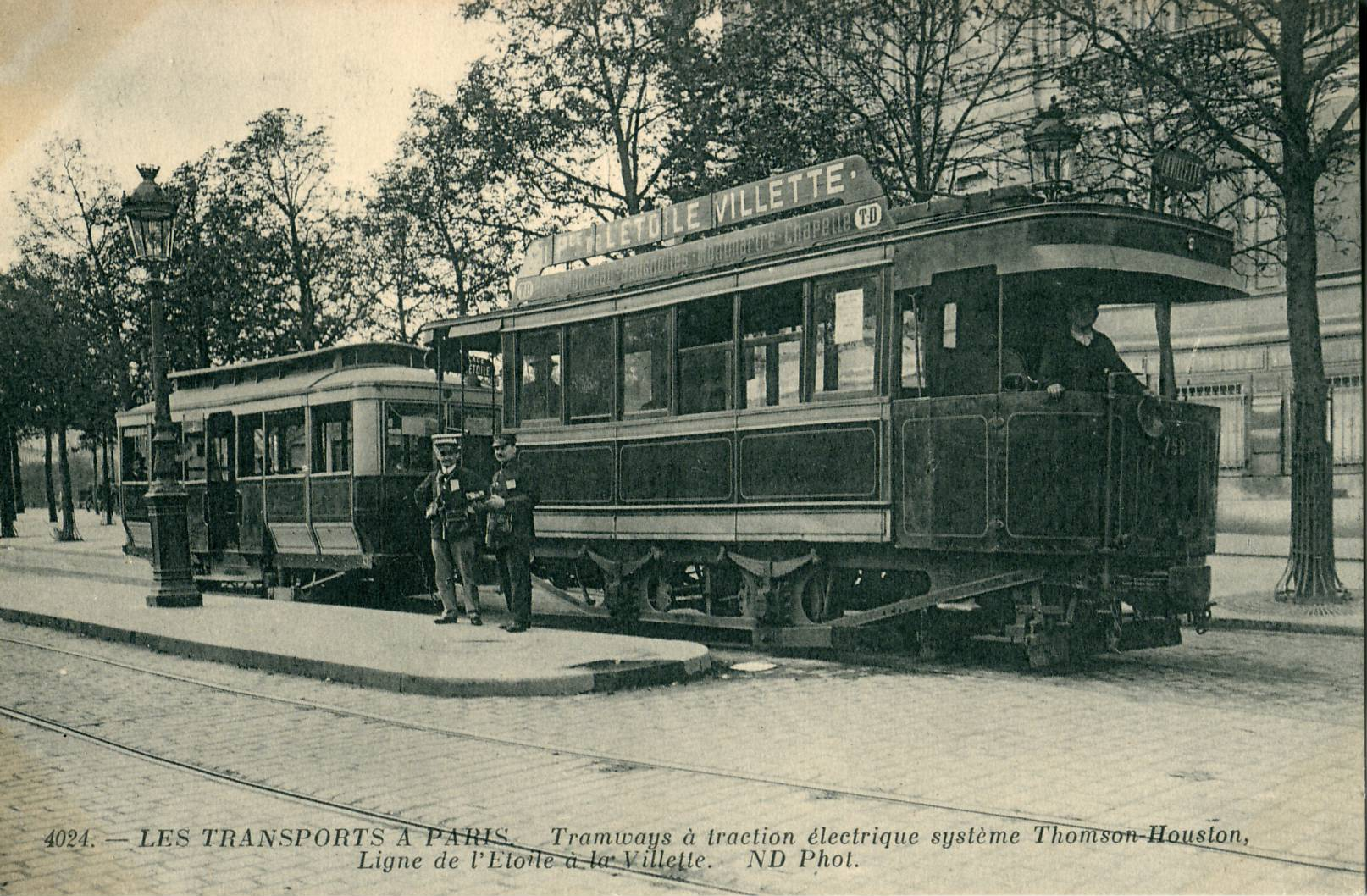
Triebwagen Nr. 758 für die Compagnie Générale des Omnibus (CGO) in Paris
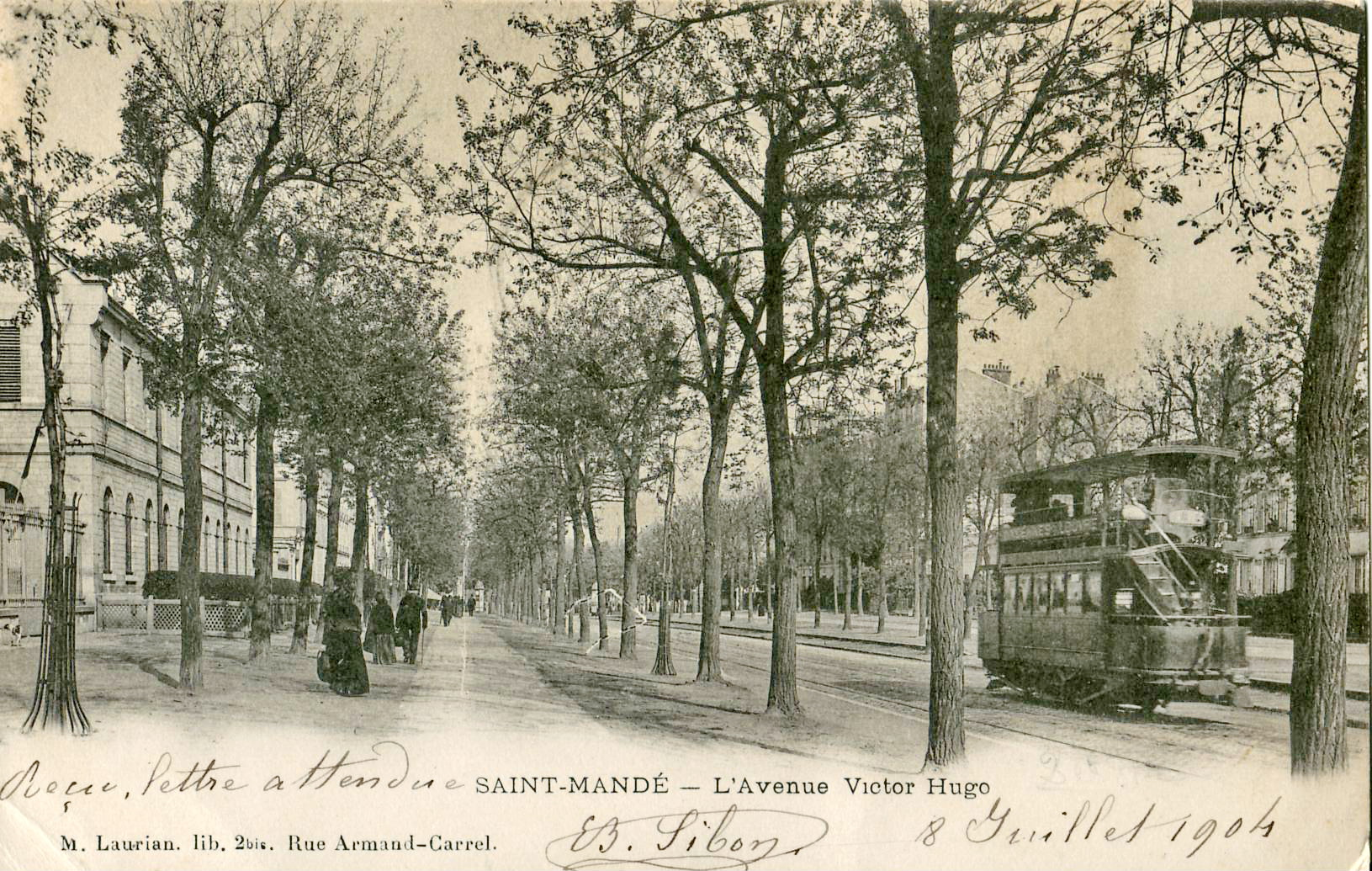
Doppelstock-Triebwagen der CGO in Saint-Mandé